# Lev Vîgotski
Lev Semionovici Vîgotski (în rusă Лев Семё́нович Выго́тский, n. 1896, Orșa, Imperiul Rus, astăzi în Belarus—d. 1934)  fost un psiholog sovietic, cunoscut în special pentru munca sa privind dezvoltarea psihologică la copii și crearea cadrului cunoscut sub numele de teoria activității cultural-istorice.
Vîgotski obținut licența la Universitatea din Moscova, unde se angajează la Institutul de Psihologie, deși nu avea studii în specialitate, ci de literatură. După doar zece ani în domeniul psihopedagogiei, va muri de tuberculoză (la 38 de ani), lăsând o operă valoroasă, prin teoria zonei proximei dezvoltări. Creația sa va fi publicată în traducere românească (1972), cu titlul „Opere psihologice alese” (2 volume).
A publicat pe o gamă variată de subiecte și din mai multe puncte de vedere, pe măsură ce perspectiva sa s-a schimbat de-a lungul anilor. Printre elevii săi s-au numărat Alexander Luria și școala de psihologie din Harkov.
El este cunoscut pentru conceptul său de zonă de dezvoltare proximală (ZPD): distanța dintre ceea ce un student (ucenic, nou angajat etc.) poate face singur și ceea ce poate realiza cu sprijinul unei persoane mai bine informate. activitatea. Vygotsky a văzut ZPD ca o măsură a abilităților în procesul de maturizare, ca un supliment la măsurile de dezvoltare care privesc doar capacitatea independentă a unui cursant.
De asemenea, influente sunt lucrările sale privind relația dintre limbaj și gândire dezvoltarea vorbirii și o teorie generală a dezvoltării prin acțiuni și relații într-un mediu sociocultural. Acest lucru poate fi găsit în multe dintre eseurile sale.
Este autorul teoriei ZPP (zona proximei dezvoltări) pe care o definește astfel: „distanța dintre nivelul de dezvoltare acțională, așa cum este determinat prin rezolvarea independentă de probleme și nivelul dezvoltării potențiale așa cum este determinat prin rezolvarea de probleme sub îndrumarea adultului sau în colaborare cu colegi mai capabili”. Învățarea se realizează prin modele și în contextul social. Ea acoperă „distanța” dintre ceea ce este cineva și ceea ce va să devină sub medierea socialului. 
Gândirea – consecință a învățării – este legată de limbaj, căci cu sprijinul cunoștințelor, indivizii construiesc din punct de vedere social înțelegerea lor. Lev Vîgotski diferențiază nivelul dezvoltării actuale a gândirii copilului de dezvoltarea sa potențială (necesară și posibilă). Dezvoltarea actuală a gândirii copilului îi permite să rezolve în mod independent problemele. Dezvoltarea potențială a gândirii copilului îi permite să rezolve problemele date ca sarcini numai cu sprijinul altora, deci prin colaborare. Între cele două „dezvoltări” (actuală și potențială) se conturează activitățile de învățare, iar spațiul se numește zona proximei dezvoltări.
Psihologului rus i se atribuie conceptul de „constructivism social”, în sensul că elevul își construiește învățarea în colaborare cu ceilalți. Înainte de a se dezvolta gândirea copilului, are loc învățarea: „învățarea rațională construită se situează în fruntea dezvoltării și o trage după sine”, altfel spus „procesele dezvoltării merg în urma proceselor învățării, care creează zona proximei dezvoltări”. 
După el, psihicul uman nu acționează doar ca o suită de reflexe și de conduită de adaptare (cf. I. P. Pavlov, I. Watson). Activitatea psihică presupune o interacțiune cu mediul, prin intermediul limbajului, elaborat social de înaintași, grație căruia omul se transformă. Fiecare individ (copil) își construiește în mod individual propriile cunoștințe, „umplând” distanța dintre nivelul performanței independente și cel al performanței asistate de grup sau profesor. Grație teoriei lui Vîgotski, s-au ameliorat teoriile behavioriste (S-R), putându-se dezvolta speculațiile legate de construirea învățării și a dezvoltării personalității umane (A. Nti).